# September 2005
| September 2005 |
| Månader under 2005: Januari · Februari · Mars · April · Maj · Juni · Juli · Augusti · September · Oktober · November · December ← December 2004 · Januari 2006 → |

## Torsdag 1 september 2005
- 10000 personer befaras ha omkommit i det av orkanen Katrina drabbade södra Louisiana.

## Lördag 3 september 2005
- William Rehnquist, chefsdomare i USA:s högsta domstol sedan 1986, avlider. Det innebär ännu en vakans i landets viktigaste juridiska instans, efter det att Sandra Day O'Connor meddelade den 1 juli i år att hon drar sig tillbaka.

## Tisdag 6 september 2005
- Dame Eugenia Charles avlider 86 år gammal, hon var Dominicas premiärminister 1980-1995.

## Onsdag 7 september 2005
- I Sibbo i Finland kör en motorcykel över den 10-åriga skolpojken Richard Printz. Han får inga allvarliga skador, men cykeln krossas.

## Torsdag 8 september 2005
- Ukrainas president Viktor Jusjtjenko avskedar sin regering.[1]

## Fredag 9 september 2005
- Feministiskt initiativ fattar på sin kongress beslut om att ställa upp i svenska riksdagsvalet 2006.

## Söndag 11 september 2005
- Israel inleder uttåget ur Gazaremsan efter 38 års ockupation.

## Måndag 12 september
- Den rödgröna alliansen segrar i det norska stortingsvalet efter ett mycket jämnt val.
- Stiftelsen Det svenska tevepriset delar ut Kristallen för första gången.

## Tisdag 13 september
- Riksmötet öppnar i Sverige.[2] Sveriges tatsminister Göran Persson lovar bland annat en ny skollag.

## Onsdag 14 september
- FN-toppmöte i New York, det största toppmötet någonsin, inleds med Sveriges statsminister Göran Persson och Gabons president Omar Bongo som ordförande. Inför mötet har generalförsamlingen enats om ett reformprogram.

## Söndag 18 september
- Kyrkoval i Svenska kyrkan.[3]
- Val till förbundsdagen i Tyskland. Angela Merkels CDU vinner men, utan icke-socialistisk majoritet.[4]
- För första gången på över 30 år hålls parlamentsval och kommunala val i Afghanistan.

## Onsdag 21 september
- FN firar Internationella fredsdagen

## Söndag 25 september
- Parlamentsval i Polen.

## Torsdag 29 september
- EU-kommissionen stämmer Finland, för att det förekommer snusförsäljning på Ålands-färjorna. [5]
- Svår bussolycka mellan Warszawa och Białystok i Polen, många dödade, över 20 svårt skadade.

### Fotnoter
1. ↑  ”Riksmötets öppnande den 13 september 2005”. Sveriges kungahus. 1 september 2005. Arkiverad från originalet den 24 september 2016. https://web.archive.org/web/20160924043555/http://www.kungahuset.se/kungafamiljen/aktuellahandelser/2005/2005aktuellt/riksmotetsoppnandeden13september2005.5.19fe5e61065eb9aeea80001555.html. Läst 11 september 2016.
2. ↑  Tove Nandorf (18 september 2005). ”Partierna inte populära”. Dagens nyheter. http://www.dn.se/nyheter/politik/partierna-inte-populara/. Läst 11 september 2016.
3. ↑  Tomas Lundin (19 september 2005). ”Valresultatet en mardröm för alla”. Svenska dagbladet. http://www.svd.se/valresultatet-en-mardrom-for-alla. Läst 11 september 2016.
4. ↑  [död länk]